# Alatuncusia bergii
Alatuncusia bergii är en fjärilsart som beskrevs av Heinrich Benno Möschler 1889. Alatuncusia bergii ingår i släktet Alatuncusia och familjen Crambidae. Inga underarter finns listade i Catalogue of Life.